# Diego Gustavo
Diego Gustavo Rodrigues de Lima (19 juni 2004), kortweg Diego Gustavo, is een Braziliaans–Italiaans voetballer die bij voorkeur als aanvallende middenvelder speelt. Hij stond onder contract bij FC Volendam.

## Loopbaan
Gustavo sloot op elfjarige leeftijd aan bij de academie van Esporte Clube Laranja Mecânica. De club werd in 2007 opgericht door een drietal Nederlandse zakenlieden en levert geregeld spelers af aan clubs in Brazilië en clubs in Europa. Sinds april 2021 bezit de club een proflicentie en komt het uit in de voetbalcompetitie van de staat Paraná. Met Gustavo als basisspeler promoveerde Laranja Mecânica direct naar de Tweede divisie. Halverwege juli 2022 kwam Gustavo naar Nederland om mee te trainen bij FC Volendam. Hij wist de technische staf te overtuigen en tekende een contract tot medio 2025, met een optie voor een extra seizoen. Technisch directeur Jasper van Leeuwen sprak bij de komst van de middenvelder positief:

"Diego leest het spel en is opvallend proactief, ook in de omschakeling. Dat maakt hem als middenvelder behoorlijk allround. Fysiek en motorisch moet Diego nog stappen zetten, zodat hij steeds langer kan leveren op een hogere intensiteit. Met dit contract krijgt Diego nu alle tijd om te wennen aan Nederland én Volendam, zowel op als buiten het veld. Als de dingen dan samen gaan vallen zoals wij verwachten, heeft hij de potentie om een prachtig voetbalverhaal te schrijven.”

Kort na zijn komst raakte hij geblesseerd, waardoor hij pas op 30 oktober 2022 onder trainer Kiki Musampa zijn debuut maakte voor Jong FC Volendam in de Tweede divisie. In de uitwedstrijd tegen AFC (5-1 verlies) kwam Gustavo na 64 minuten binnen de lijnen als vervanger van Billy van Duijl. Gustavo maakte vanaf dat moment wekelijks zijn minuten in het beloftenelftal, totdat hij op 21 januari in een wedstrijd tegen Koninklijke HFC geblesseerd uitviel. Anderhalve week eerder had trainer Wim Jonk hem laten debuteren in het eerste elftal, in een met 2-0 verloren bekerwedstrijd tegen sc Heerenveen. Waar eerst werd gemeld dat de Braziliaan voor het restant van het seizoen zou moeten toekijken als gevolg van zijn blessure, maakte hij begin april al zijn rentree bij de beloften. In het slot van de competitie was hij goed voor drie goals en één assist, maar kon niet voorkomen dat Jong FC Volendam het seizoen afsloot als hekkensluiter en degradeerde naar de Onder 21 competitie.
In de voorbereiding van het seizoen 2024/25 kwam Gustavo niet voor in de plannen van de nieuwe hoofdtrainer Rick Kruys, die hem niet gebruikte tijdens de oefenwedstrijden. Op 6 augustus kwam naar buiten dat het contract tussen FC Volendam en Diego Gustavo na onderling overleg ontbonden werd, zodat hij op zoek kon naar een nieuwe club.

## Clubstatistieken

#### Beloften
| Seizoen                    | Club             | Land            | Competitie          | Competitie | Competitie | Overig | Overig | Totaal | Totaal |
| Seizoen                    | Club             | Land            | Competitie          | Wed.       | Dlp.       | Wed.   | Dlp.   | Wed.   | Dlp.   |
| -------------------------- | ---------------- | --------------- | ------------------- | ---------- | ---------- | ------ | ------ | ------ | ------ |
| 2022/23                    | Jong FC Volendam | Nederland       | Tweede divisie      | 14         | 4          | 0      | 0      | 14     | 4      |
| 2023/24                    | Jong FC Volendam | Nederland       | Onder 21 competitie | 4          | 2          | –      | –      | 4      | 2      |
| Totaal beloften            | Totaal beloften  | Totaal beloften | Totaal beloften     | 18         | 6          | 0      | 0      | 18     | 6      |
| Bijgewerkt t/m 1 juli 2024 |                  |                 |                     |            |            |        |        |        |        |

#### Senioren
| Seizoen                    | Club            | Land            | Competitie      | Competitie | Competitie | Beker | Beker | Overig | Overig | Totaal | Totaal |
| Seizoen                    | Club            | Land            | Competitie      | Wed.       | Dlp.       | Wed.  | Dlp.  | Wed.   | Dlp.   | Wed.   | Dlp.   |
| -------------------------- | --------------- | --------------- | --------------- | ---------- | ---------- | ----- | ----- | ------ | ------ | ------ | ------ |
| 2022/23                    | FC Volendam     | Nederland       | Eredivisie      | 0          | 0          | 1     | 0     | –      | –      | 1      | 0      |
| 2023/24                    | FC Volendam     | Nederland       | Eredivisie      | 0          | 0          | 0     | 0     | –      | –      | 0      | 0      |
| Totaal senioren            | Totaal senioren | Totaal senioren | Totaal senioren | 0          | 0          | 1     | 0     | 0      | 0      | 1      | 0      |
| Bijgewerkt t/m 1 juli 2024 |                 |                 |                 |            |            |       |       |        |        |        |        |